# High heeler
Een High heeler is een offroad-motorfiets die tot wegmotor is omgebouwd.
Al in de jaren 70, toen de eerste echte offroad motor, de Yamaha XT 500, op de markt kwam, bouwden mensen deze motorfiets zelf om tot wegmotor. In eerste instantie ging het daarbij om de karakteristieke eencilinder motor. Maar met wegbanden levert een offroad een perfect sturende motorfiets op. Uiteindelijk gingen fabrikanten hierin mee en ontstonden de high heelers: straatmotoren die nog het uiterlijk en de lange veerwegen van terreinmotoren hadden. Door die lange veerwegen waren ze dan ook erg hoog. 
Tegenwoordig zijn high heelers nog steeds als supermotard te koop en winnen zelfs aan populariteit.